# إكتينوس
إكتينوس (باليونانية: Ἰκτῖνος) مهندس يوناني قديم عاش في القرن الخامس قبل الميلاد كان مسؤولا عن بناء البارثينون في أثينا ومعبد إليوسيس ومعبد أبولو[ ؟ ] في باساي، وقد اشترك في عمل مكتوب ولكنه ضاع.
كان معاصرا لبيرياندر وفيدياس وذكر فيتروفيوس في الكتب العشرة حول الهندسة أن إكتينوس صمم البارثينون مع كاليكراتيس رغم بعض الآراء ترى أنهما لم يتعاونا عليه لتنافسهما الشديد حتى أن إكتينوس بدأ من حيث انتهى زميله.
كذلك عمل على قاعة تيليستريون في معبد ديميتر وبيرسيفون في إليوسيس في تعاون مع كورويبوس وميتاجينيس وكينوكليس، حيث كانت القاعدة مكونة من مقاعد محفورة في الصخر وقد عمل بها على الأغلب عام 430 ق م بعد عمله على البارثينون.
أما معبد أبولو إبيكوريوس في باساي (في أركاديا) فقيل أنه أجمل معبد في البيلوبونيز بعد معبد أثينا (في تيجيا الذي بناه سكوباس) حيث لا تزال بعض أعمدته قائمة أما الإفريز الأيوني الموجود لا يزال بحالة جيدة وهو موجود في المتحف البريطاني.